# Оцеола
Оцеола (Осеола; англ. Osceola [ˌɒsiːˈoʊlə] або [ˌoʊseɪˈoʊlə]; 1804, Таллассі, нині Алабама, США — 30 січня 1838, Форт Моултрі, Південна Кароліна) — неформальний лідер і воєначальник індіанського племені семінолів (Флорида). Очолював невеликий загін («банду») воїнів (не більше 100 осіб) семінольського опору під час Другої семінольської війни, коли США спробували витіснити семінолів з їхніх земель. Справив значний вплив на Міканопі, верховного вождя семінолів.

## Молоді роки
Походження Оцеоли (Біллі Пауелла) є спірним. Його мати Поллі Коппінгер була індійкою-метискою з племені криків (мускогів), уродженкою крикского села Таллассі в нинішньому штаті Алабама. Згідно з крикською традицією, спадкування велося по жіночій лінії — і, в цьому сенсі, Оцеола — «повноправний» крик. Батьком його вважається англійський торговець Вільям Пауелл. Однак сам Оцеола стверджував, ніби його батьком був індіанець і що Поллі лише після його народження вийшла заміж за Пауелла. Оцеола дійсно був метисом, це підтверджують результати генетичного аналізу його волосся. Але питання про те, до якої раси належав його батько, залишається відкритим, бо сама Поллі Коппінгер мала предків білої раси. Її дідом по матері був ольстерський шотландець Джеймс Мак-Квін, що оселився 1714 року в Країні криків.
1814 року, після поразки у війні зі США, багато криків перебралися в тоді ще іспанську Флориду і приєдналися до племені семінолів. Серед цих емігрантів були Біллі Пауелл і його мати. Тоді семіноли забороняли своїм одноплемінникам шлюби з білими — і, мабуть, заради самоствердження в новому середовищі Біллі Пауелл заперечував англійське походження свого батька. По досягненні повноліття Біллі отримав ім'я Asi-yahola (/asːi jahoːla/) (крикською мовою asi — церемоніальний «чорний напій», виготовлюваний із падуба чайного (Ilex vomitoria), yahola — «крик» або «крикун»), яке англійці передавали як Оцеола (/ˌɒsiːˈoʊlə/ або /ˌoʊseɪˈoʊlə/).
Купівля Флориди Сполученими Штатами в Іспанії 1819 року відкрила родючі землі семінолів для білих американців. 1823 року у форте Моултрі підписано договір, за яким семіноли мали залишити прибережні території і переселитися вглиб країни, тобто на болотисті землі центральної Флориди, малопридатні для житла. За згоду підписати цей договір семинольські представники отримали великі земельні ділянки на півночі штату. А Оцеолі з родиною довелося перебратися на болота.

## Початок опору
Навесні 1832 року семінольських представників зібрано в Пейнз-Лендінгемі, на річці Оклаваха. Агент у справах індіанців (чиновник, уповноважений вести справи з індіанцями від імені уряду США) запропонував їм перебратися на землі криків у Арканзасі, а також повернути всіх перебіглих до них рабів «законним» господарям, — але не отримав загальної згоди: п'ятеро семінольських вождів, серед яких Міканопі, відмовилися підписати такий договір.
Однак у квітні 1834 року Сенат ратифікував Оклаваський договір, давши семінолам рік на те, щоб перебратися на захід від Міссісіпі. Того ж року отримав призначення новий індіанський агент Вайлі Томпсон. Він скликав семінольських вождів у жовтні 1834 року і закликав переселитися, але у відповідь почув відмову. Тоді Томпсон попросив військової допомоги, і армія почала планомірну підготовку до депортації. А до того Томпсон заборонив продаж семінолам рушниць і боєприпасів. Оцеола сприйняв цю подію як спробу обернути семінолів у рабство (до того ж одна з двох його дружин була негритянкою). Попри це, Томпсон продовжував вважати Оцеолу другом і навіть подарував йому рушницю.
На початку 1835 року президент Ендрю Джексон пригрозив індіанцям, що якщо вони не підуть на захід добровільно, їх змусять військовою силою. Кілька вождів погодилися на переїзд за умови відтермінування, решта відповіли відмовою. Молодий вождь Оцеола очолив рух опору семінолів. Незабаром Томпсон розпорядився ув'язнити Оцеолу у Форт-Кінгу. В обмін на звільнення Оцеола погодився визнати договір і переконати в цьому своїх послідовників. Проте 28 грудня 1835 року Оцеола і його люди вбили з засідки Вайлі Томпсона і шістьох його супутників за межами Форт-Кінга. Так почалася Друга семінольська війна.

## Полон і смерть

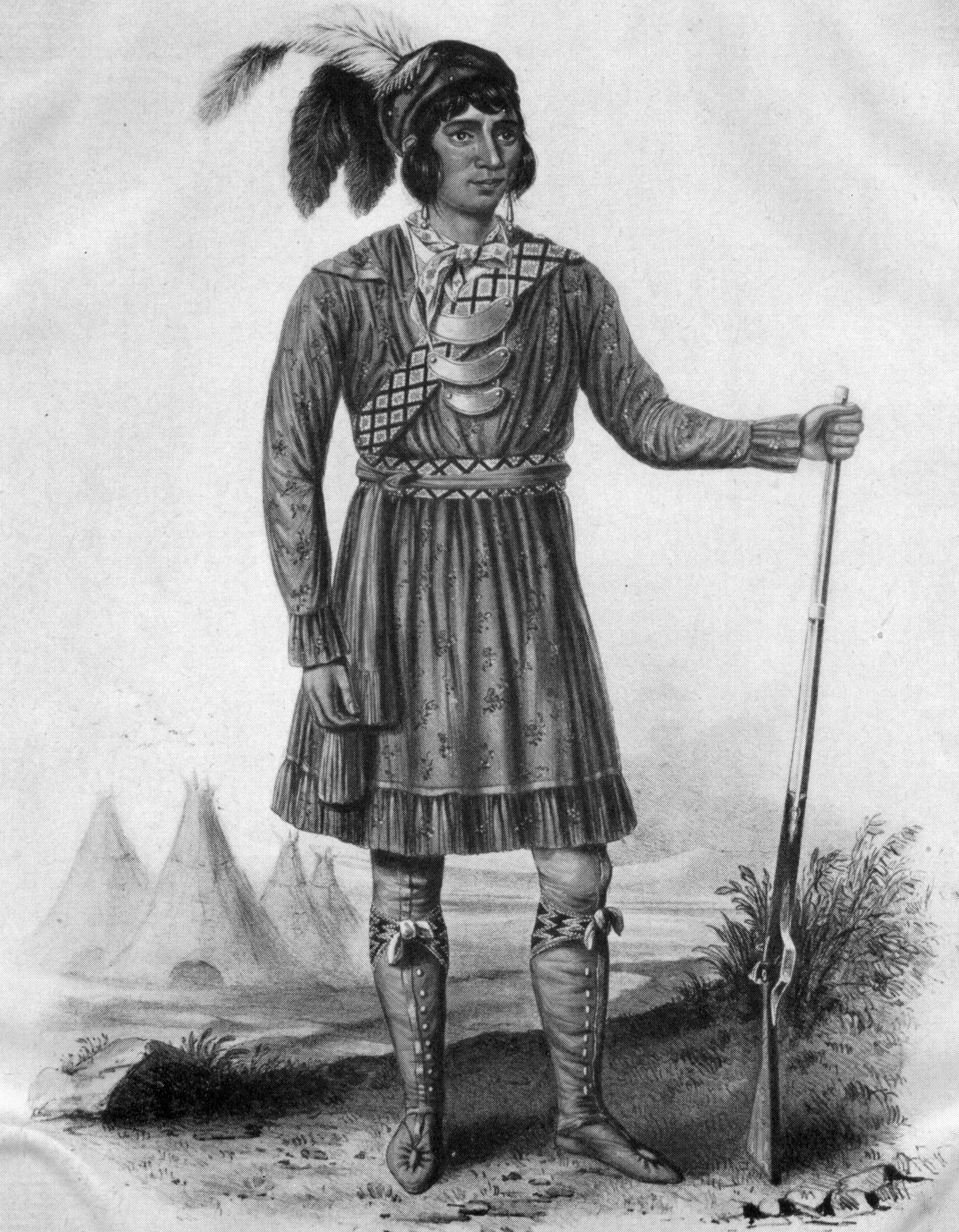
Оцеола. Літографія 1838 року

Опір тривав майже два роки. 21 жовтня 1837 року за наказом американського генерала Томаса Сіндні ДжесапаОцеолу схопили, коли він прибув на переговори про мир у Форт-Пейтон, і помістили у Форт-Маріон, місто Сент-Огастін, Флорида. Тоді ж, у грудні, його та інших полонених перевели у Форт Моултрі, Південна Кароліна. Там художник Джордж Кетлін познайомився з ним і переконав позувати для двох портретів. Роберт Кертіс (Robert John Curtis) також написав його портрет.
Помер Оцеола від малярії (за іншими даними — від флегмонозної ангіни) 30 січня 1838 року, менш ніж через три місяці після взяття в полон, і похований з військовими почестями у Форт Моултрі. Голову Оцеоли перед похоронами відрубали і забальзамували, щоб зберегти як свого роду сувенір. Надалі вона переходила з рук у руки, доки не згоріла під час пожежі.

## Пам'ять
Значної популярності Оцеола набув після смерті. Про нього написано безліч літературних творів, серед яких відомий роман Майн Ріда «Оцеола, вождь семінолів». У СРСР був популярним фільм 1971 року «Оцеола» з Гойко Митичем у головній ролі.
Друга семінольська війна тривала аж до 1842 року, поки не вичерпалися сили семінолів. Більшу частину племені депортовано. Залишки ж флоридських семінолів сховалися в болотних хащах і час від часу відновлювали партизанські дії. Лише 1935 році ця фратрія підписала мирний договір з урядом США. Часи змінилися й індіанцям дозволили залишитися на батьківщині. 1962 року в штаті Флорида створено семінольську резервацію Міссосукі, а на її базі — Національний ліс імені Оцеоли, де реконструйовано всі його сховки.
На честь Оцеоли названо численні населені пункти в США, а також округи Осеола в штатах Флорида, Айова і Мічиган.